# Papežská akademie společenských věd
Papežská akademie společenských věd (latinsky Pontificia Academia Scientiarum Socialium; italsky Pontificia Accademia delle Scienze Sociali; zkratka PASS) je jednou z papežských akademií ve Vatikánu.
Je autonomní organizací v rámci římské kurie a podle původních stanov má pracovat v úzké spolupráci s Papežskou radou Justitia et pax. Tato rada byla v roce 2017 včleněna do nově vzniklého Dikasteria pro službu integrálnímu lidskému rozvoji.
Sídlí v Letohrádku Pia IV., který sdílí společně s Papežskou akademií věd a Papežskou akademií sv. Tomáše Akvinského.
Akademii založil papež Jan Pavel II. dne 1. ledna 1994 vydáním dekretu (Motu proprio) Socialum Scientiarum.

## Činnost
Účelem papežské akademie je podpora studia a rozvoje společenských věd. Instituce má pracovat jako vědecká organizace, ale současně vstupovat do dialogu s církví a pomáhat Svatému stolci k rozvíjení sociálních aspektů své činnosti. Mezi hlavní oblasti zájmu patří právo, ekonomika, politologie a sociologie.
Akademie pořádá konference a pracovní setkání na různá témata, podporuje vědecké výzkumy a podporuje instituce i jednotlivce v jejich provádění. Své vlastní výsledky rovněž publikuje, přičemž kromě tištěných sborníků vydává i elektronické verze, které jsou bezplatně přístupné veřejnosti. Hlavním komunikačním a publikačním jazykem je angličtina.
Mezi dosud řešená témata patří například:
- Globalizace
- Mezinárodní solidarita
- Lidská práva
- Náboženská svoboda
- Obchod s lidmi a moderní otrokářsttví

### Publikační řady
- Pontificiae Academiae Scientiarum Socialium Acta - publikace hlavních příspěvků plenárních zasedání; vychází od roku 1996
- Studia selecta - publikace pracovních setkání na různá témata; vychází od roku 2017
- Extra Series - vychází od roku 2002

## Členové
Počet akademiků kolísá mezi 20 a 40. Noví kandidáti - muži i ženy - jsou vybírání stávajícími členy na základě jejich odbornosti a morální bezúhonnosti, bez ohledu na etnikum nebo náboženství. Cílem je, aby bylo v akademii zastoupeno co nejvíce oborů sociálních věd.
Vybrané kandidáty pak jmenuje papež na období 10 let, ke jmenování však může dojít opakovaně. Po dosažení věku 80 let členství v akademii zaniká, jedinec ale může být jmenován čestným členem.
Akademii řídí prezident, kterému asistuje kancléř a akademická rada, složená z 5 řadových členů. Prezident je jmenován papežem na dobu 5 let, přičemž může být jmenován opakovaně. Kancléř papežské akademie sociálních věd je současně i kancléřem papežské akademie věd.
Mezi bývalé akademiky českého původu patří právník Bedřich Vymětalík a ekonom Lubomír Mlčoch.

### Prezidenti akademie[12]
- Edmond Malivaud (1994–2004)
- Mary Ann Glendon (2004–2014)
- Margaret S. Archer (2014–2019)
- Stefano Zamagni (od 2019–2023)
- Helen Alford (od 2023)[13]

### Řadoví členové (2023)[14]
| - Kokunre A. Agbontaen-Eghafona - Sabina Alkire - Jutta Allmendinger - Albino F. Barrera - Gustavo Beliz - Rocco Buttiglione - Paolo Carozza - Marta Cartabia - Emilce Cuda - Pierpaolo Donati - Mario Draghi | - Christoph Engel - Fabio Ferrucci - Ana Marta González - Rodrigo Guerra López - Martín Maximiliano Guzmán - Vittorio Hösle - Niraja Gopal Jayal - John Francis McEldowney - Roland Minnerath - Pedro Morandé - Riccardo Pozzo | - Gregory M. Reichberg - Dani Rodrik - Jeffrey D. Sachs - Mpilenhle Pearl Sithole - Joseph E. Stiglitz - Marcelo Suárez-Orozco - Virgilio Viana - Krzysztof Wielecki - Stefano Zamagni |